# Katie Ledecky
Katie Ledecky, właśc. Kathleen Genevieve Ledecky (ur. 17 marca 1997 w Bethesdzie) – amerykańska pływaczka, dziewięciokrotna mistrzyni olimpijska, wielokrotna mistrzyni i rekordzistka świata.

## Kariera pływacka
Specjalizuje się w pływaniu stylem dowolnym. Debiutując na igrzyskach olimpijskich w Londynie w 2012 roku, w wieku 15 lat zdobyła złoty medal na dystansie 800 m kraulem, z wynikiem 8:14,63 min ustanawiając rekord USA.
Rok później w Barcelonie została czterokrotną mistrzynią świata w stylu dowolnym na dystansach: 400 m (rekord Ameryki), 800 m (rekord świata), 1500 m (rekord świata) i w sztafecie 4 × 200 m.
W 2015 roku na mistrzostwach świata w Kazaniu zdobyła złote medale w stylu dowolnym na dystansie 200 m, 400 m (rekord mistrzostw), 800 m (rekord świata), 1500 m (rekord świata) oraz w sztafecie 4 × 200 m.

### 2016
Podczas igrzysk olimpijskich w Rio de Janeiro zdobyła złote medale w konkurencji 200, 400 i 800 m stylem dowolnym. W trakcie eliminacji na dystansie 400 m stylem dowolnym ustanowiła nowy rekord olimpijski (3:58,71). Kilka godzin później w finale tej konkurencji poprawiła własny rekord świata uzyskując czas 3:56,46. W trakcie eliminacji na dystansie 800 m stylem dowolnym ustanowiła nowy rekord olimpijski z czasem 8:12,86. Dzień później, w finale tej konkurencji pobiła rekord świata, przepływając 800 m w 8:04,79. Ledecky startowała także w konkurencji sztafet w stylu dowolnym. Na dystansie 4 × 200 m kraulem zdobyła złoto, a w sztafecie 4 × 100 m wywalczyła srebrny medal.
Ledecky jest drugą pływaczką w historii igrzysk olimpijskich, która wygrała na jednych igrzyskach konkurencje 200, 400 i 800 m stylem dowolnym. Wcześniej dokonała tego Amerykanka Debbie Meyer podczas igrzysk olimpijskich w Meksyku w 1968 roku.

### 2017
Na mistrzostwach świata w Budapeszcie zdobyła sześć medali. Pierwszego dnia mistrzostw okazała się najlepsza na dystansie 400 m stylem dowolnym, poprawiając z czasem 3:58,34 rekord mistrzostw ustanowiony przez nią kilka godzin wcześniej w eliminacjach. Kolejne złote medale wywalczyła w konkurencjach 800 i 1500 m kraulem oraz w sztafetach kobiet 4 × 100 i 4 × 200 m stylem dowolnym. Na 200 m stylem dowolnym zajęła drugie miejsce ex aequo z Australijką Emmą McKeon. Obie pływaczki uzyskały czas 1:55,18. Po zawodach w Budapeszcie Ledecky stała się najbardziej utytułowaną pływaczką w historii mistrzostw, mając w swoim dorobku 14 tytułów mistrzyni świata.

## Rekordy świata
Wszystkie rekordy zostały ustanowione na basenie 50-metrowym.
| Data             | Miejsce        | Konkurencja            | Rezultat | Status                         |
| ---------------- | -------------- | ---------------------- | -------- | ------------------------------ |
| 9 sierpnia 2014  | Irvine         | 400 m stylem dowolnym  | 3:58,86  | do 23 sierpnia 2014            |
| 23 sierpnia 2014 | Gold Coast     | 400 m stylem dowolnym  | 3:58,37  | do 7 sierpnia 2016             |
| 7 sierpnia 2016  | Rio de Janeiro | 400 m stylem dowolnym  | 3:56,46  | do 22 maja 2022 Ariarne Titmus |
| 3 sierpnia 2013  | Barcelona      | 800 m stylem dowolnym  | 8:13,86  | do 22 czerwca 2014             |
| 22 czerwca 2014  | Shenandoah     | 800 m stylem dowolnym  | 8:11,00  | do 8 sierpnia 2015             |
| 8 sierpnia 2015  | Kazań          | 800 m stylem dowolnym  | 8:07,39  | do 17 stycznia 2016            |
| 17 stycznia 2016 | Austin         | 800 m stylem dowolnym  | 8:06,68  | do 12 sierpnia 2016            |
| 12 sierpnia 2016 | Rio de Janeiro | 800 m stylem dowolnym  | 8:04,79  | aktualny                       |
| 30 lipca 2013    | Barcelona      | 1500 m stylem dowolnym | 15:36,53 | do 19 czerwca 2014             |
| 19 czerwca 2014  | Shenandoah     | 1500 m stylem dowolnym | 15:34,23 | do 24 sierpnia 2014            |
| 24 sierpnia 2014 | Gold Coast     | 1500 m stylem dowolnym | 15:28,36 | do 3 sierpnia 2015             |
| 3 sierpnia 2015  | Kazań          | 1500 m stylem dowolnym | 15:27,71 | do 4 sierpnia 2015             |
| 4 sierpnia 2015  | Kazań          | 1500 m stylem dowolnym | 15:25,48 | do 16 maja 2018                |
| 16 maja 2018     | Indianapolis   | 1500 m stylem dowolnym | 15:20,48 | aktualny                       |

## Odznaczenia i wyróżnienia
- Prezydencki Medal Wolności (2024)[10]
- Najlepsza pływaczka w latach 2013–2016, 2018 na świecie[11].
- Najlepsza pływaczka w latach 2013–2018 w Ameryce